# Günther-Eberhardt Wisliceny
Pour les articles homonymes, voir Wisliceny.
Günther-Eberhardt Wisliceny (5 septembre 1912 à Regulowken, maintenant Możdżany - 25 août 1985 à Hanovre) est un officier supérieur de la S.S. ayant atteint le grade de  SS-Obersturmbannführer (grade assimilé à celui d'Oberstleutnant de l'armée allemande ou de lieutenant-colonel au sein de l'armée française) et qui a servi, après avoir été dans la garde d'honneur de la S.S., au sein de la Waffen-SS , à compter de sa création, pendant la Seconde Guerre mondiale.
En France, en juin 1944, il était un des officiers supérieurs de la division SS Das Reich qui commit des crimes de guerre contre des civils à Tulle et à Oradour sur Glane. Il fut condamné à une peine d'emprisonnement qu' il accomplit en France jusqu'en 1951. 
Il a été décoré de la croix de chevalier de la croix de fer avec feuilles de chêne et glaives. La croix de chevalier de la croix de fer et ses grades supérieurs - les feuilles de chêne et glaives - étaient attribuées pour récompenser un acte d'une extrême bravoure sur le champ de bataille ou un commandement militaire assuré avec succès.

## Biographie
Günther-Eberhardt Wisliceny est volontaire en 1933 afin de servir au sein de la SS-Stabswache (garde d'honneur du Führer) stationnée à Berlin. En 1938, il est affecté dans le régiment SS Der Führer et il sera notamment commandant de compagnie dans les Balkans au printemps 1941. Il effectue, à compter de l'invasion de la Russie soviétique par les Allemands, deux ans de services sur le  Front de l'Est et il est en 1944 en France. Au cours de ses années de services, il participe aux combats majeurs des divisions SS. Il est blessé quatre fois. Il reçoit en juillet 1943 la Croix de chevalier de la Croix de fer pour son commandement en tant que chef de bataillon SS pendant la bataille pour le saillant de Koursk et les feuilles du chêne, le 26 décembre 1944, après avoir combattu avec brio en Normandie  et dans les Ardennes belges contre les Alliés. La distinction relative aux glaives lui fut remise le 6 mai 1945 en tant que commandant de son régiment, pour ses actions en Hongrie et en Autriche. 
En 1945, il est arrêté par un détachement de l'armée des Etats-Unis et est ensuite remis remis aux forces françaises. En effet, il était recherché par les autorités françaises car la division SS dont il faisait partie (2e division SS Das Reich) son commandant était Heinz Lammerding avait été participante aux crimes de guerre pratiqués par les Allemands à Tulle et Oradour-sur-Glane. Il est condamné à une peine d'emprisonnement et est finalement libéré en 1951. Après sa libération, il regagne l'Allemagne fédérale où il perçoit, comme tous les anciens membres de la Waffen SS, une pension d'ancien combattant de même niveau que celle des anciens membres des forces armées régulières allemandes.  
Son frère, le  SS-Hauptsturmführer ( grade équivalent à celui de capitaine) Dieter Wisliceny sert dans l'état-major de l'Obersturmbannfuhrer Adolf Eichmann. Il a participé à la déportation de juifs hongrois en 1944. Il est condamné pour Crimes de guerre et exécuté à Bratislava le 4 mai 1948.

## Décorations
- Insigne des blessés en or
- Insigne de combat d'infanterie en argent
- Croix de fer
  - 2e classe le 27 juillet 1941
  - 1re classe le 1er novembre 1941
- Croix allemande en or le 24 avril 1943 en tant que SS-Hauptsturmführer et commandant du III/ SS-Panzergrenadier-Regiment " Deutschland "[2]
- Insigne du combat rapproché en or
  - en bronze (1943)[3]
  - en argent (1er avril 1944)[3]
  - en or (31 mars 1945)[3]
- 2 insignes de destruction de blindés pour combattant individuel[3]
- Croix de chevalier de la Croix de fer avec feuilles de chêne et glaives
  - Croix de chevalier le 30 juillet 1943 en tant que SS-Sturmbannführer et commandant du III./SS-Panzergrenadier-Regiment "Deutschland"[4]
  - 687e feuilles de chêne le 26 décembre 1944 en tant que SS-Obersturmbannführer et commandant du III./SS-Panzergrenadier-Regiment 3 "Deutschland"[4],[5]
  - 151e glaives le 6 mai 1945 en tant que SS-Obersturmbannführer et commandant du Panzergrenadier-Regiment 3 "Deutschland"[6][Notes 1]